# Sharjah (emirat)
Sharjah (arapski: الشارقة, ash-Shāriqa) jedan je od sedam emirata koji čine Ujedinjene Arapske Emirate. Emirat se prostire na površini od 2.600 km² i ima preko 800.000 stanovnika (2008.). Emirat Sharjah ima sjedište u istoimenom gradu Sharjahu, dok su drugi manji gradovi i enklave: Kalba, Dibba Al-Hisn i Khor Fakkan.
Vladar emirata je šeik Sultan bin Mohamed Al-Qasimi